# Адель, Шарон ден

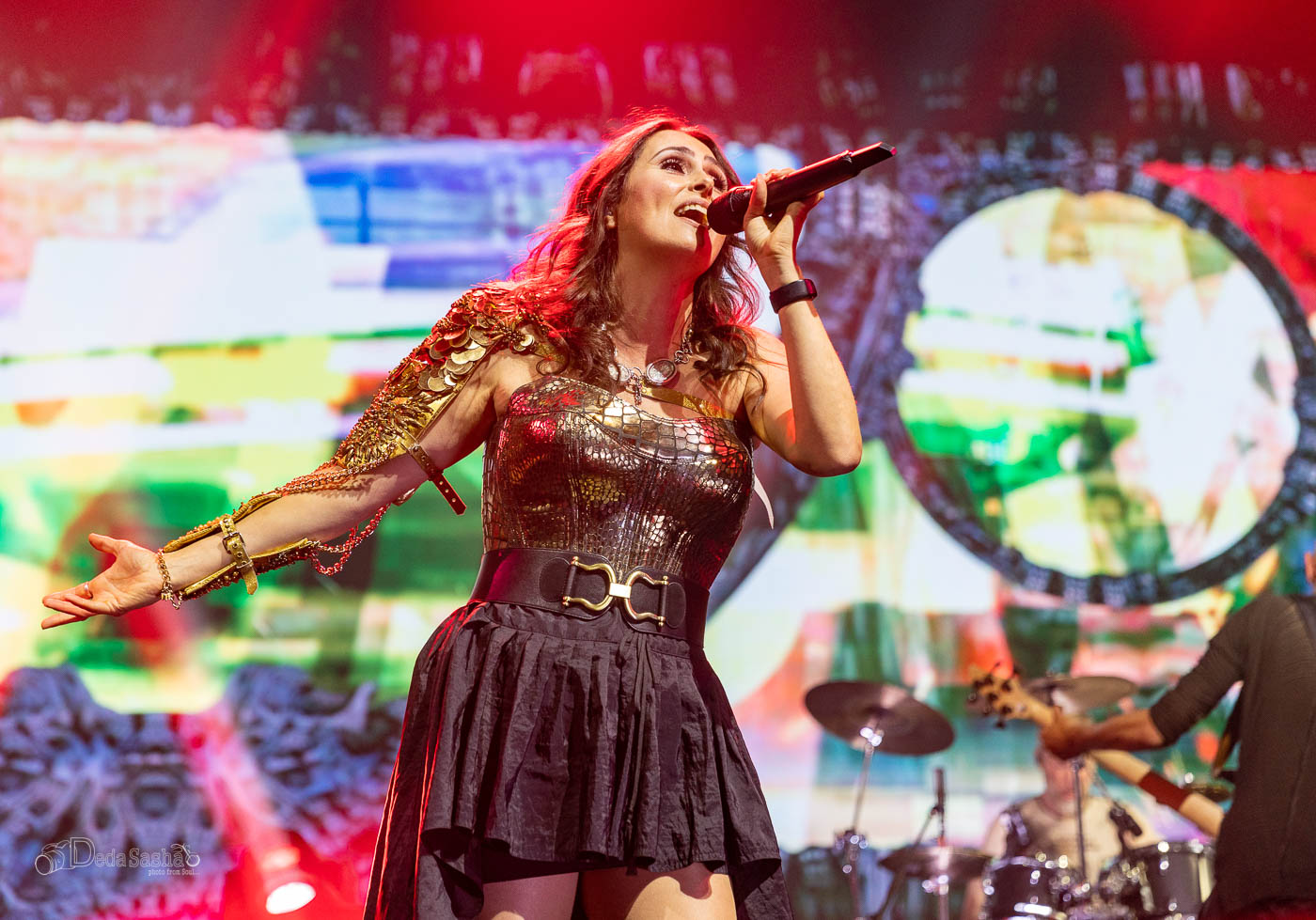
Шарон Адель. Выступление Within Temptation в Израиле

Шарон Янни ден А́дель (нидерл. Sharon den Adel,  Шарон ден Адел; 12 июля 1974) — вокалистка и одна из авторов песен нидерландской симфоник-метал-группы Within Temptation и сольного проекта My Indigo.

## Биография
Шарон ден Адель родилась 12 июля 1974 года в южноголландском городе Ваддинксвене. В раннем возрасте она много путешествовала: вместе со своей семьёй она жила в десяти разных странах. Пять лет её детства, с года до шести лет, прошли в Индонезии.
В 14 лет Шарон начала музыкальную карьеру: выступала в качестве вокалистки с различными группами, включая блюз-роковую группу Kashiro. После одного из концертов она познакомилась с Робертом Вестерхольтом. При знакомстве Вестерхольт раскритиковал её выступление, однако впоследствии они стали партнёрами в музыке и гражданскими супругами в реальной жизни. Именно Роберт познакомил Шарон с творчеством группы Paradise Lost, впоследствии оказавшей влияние на её собственное творчество.
В 1996 году Шарон и Роберт, вместе с рядом других музыкантов, основали группу The Portal, впоследствии (ещё до их дебютной записи) переименованную в Within Temptation.
В 2017 году запустила сольный музыкальный проект, названный My Indigo. Проект создан Шарон для выпуска песен, написанных ею после творческого кризиса, испытанного по возвращении из очередного тура Within Temptation. Дебютный альбом получил то же название — My Indigo.
Шарон ден Адель имеет степень бакалавра в области дизайна одежды.

## Общественная позиция
С начала полномасштабного вторжения России в Украину Шарон ден Адель заняла строго проукраинскую позицию. Начиная с 2022 года она многократно выступала с украинским флагом на сцене, высказывала слова поддержки и участвовала в благотворительных концертах в поддержку Украины. В марте 2024 года Шарон приехала в Украину, где вместе с Alex Yarmak записала клип на песню «A Fool's Parade». В июле 2024 года Шарон ден Адель в сопровождении GosOrchestra и хора выступит на фестивале Atlas United 2024 в Киеве.

## Личная жизнь
Шарон ден Адель и её партнёр Роберт Вестерхольт проживают в городе Хилверсюм, Северная Голландия и воспитывают троих детей:
- дочь Эва Луна Вестерхольт (род. 7 декабря 2005 года; Шарон выступала беременной во время тура в поддержку альбома The Silent Force)[5];
- сын Робин Эйден Вестерхольт (род. 1 июня 2009 года; родился на пять недель раньше запланированного срока)[9];
- сын Логан Арвин Вестерхольт (род. 30 марта 2011 года)[10].

## Интересы
Шарон ден Адель увлекается бадминтоном, живописью, чтением фэнтези, садоводством.
Любимая музыка и исполнители: Arid, Тори Эймос, Хезер Нова, Type O Negative, Paradise Lost, Бьорк, Аланис Мориссетт, Nirvana, Pearl Jam, A Perfect Circle, Ayreon, The Verve, Orphanage, Энни Леннокс, Enigma.

## Дискография

### Within Temptation
Студийные альбомы
- Enter (1997)
- Mother Earth (2001)
- The Silent Force (2004)
- The Heart of Everything (2007)
- The Unforgiving (2011)
- The Q Music Sessions (2013)
- Hydra (2014)
- Resist (2019)
- Bleed Out (2023)

Мини-альбомы
- The Dance (1998)
- Running Up That Hill (2003)
- The Howling (2007)
- Paradise (What About Us?) (2013)

DVD
- Mother Earth Tour (2002)
- The Silent Force Tour (2005)
- Black Symphony (2008)
- Let Us Burn (2014)

Концертные альбомы
- Black Symphony (концертный, 2008)
- An Acoustic Night at the Theatre (акустический, 2009)

### My Indigo
Альбомы
- My Indigo[3]

Синглы
- «My Indigo»
- «Out Of The Darkness»
- «Where Is My Love»
- «Crash And Burn»
- «Someone Like You»

### Сотрудничество с другими музыкантами
- Frozen (Voyage, 1996)
- Hear (Silicon Head, 1997)
- Into the Electric Castle (Ayreon, 1998)
- Regular Day in Bosnia (De Heideroosjes, 1999)
- Beyond Me (After Forever, 2000)
- Farewell (Avantasia, 2000)
- Behold (Orphanage, 2000)
- Fly (Paralysis, 2000)
- Last Call to Humanity (De Heideroosjes, 2001)
- Time (Aemen, 2002)
- Into the Unknown (Avantasia, 2002)
- Are You the One? (Тимо Толкки, 2002)
- No Compliance (Delain, 2006)
- Crucify (Тори Эймос, 2007)
- In and Out of Love (Армин ван Бюрен, 2008)
- Somewhere (Agua de Annique, 2009)
- Land Ahead (Oomph!, 2010)
- Keep Breathing (For All We Know, 2011)
- Nostradamus (Coevorduh, 2012)
- Between two worlds and I (Leander Rising, 2012)
- Sirens (Saint Asonia, 2019)
- A Fool's Parade (Alex Yarmak 2024)

## Награды
| Awards | Awards                           | Awards                            | Awards                                               | Awards    |
| ------ | -------------------------------- | --------------------------------- | ---------------------------------------------------- | --------- |
| Год    | Награда                          | Категория                         | Номинант                                             | Результат |
| 2009   | International Dance Music Awards | Лучший прогрессив-хаус/транс трек | In and Out of Love (совместно с Армином ван Бюреном) | Победа    |
| 2011   | Loudwire Music Awards            | Рок-богиня года                   | Шарон ден Адель                                      | Победа    |
| 2014   | Loudwire Music Awards            | Рок-богиня года                   | Шарон ден Адель                                      | Победа    |